# Планетарне здоров'я
Планетарне здоров'я означає «здоров'я людської цивілізації та стан природних систем, від яких воно залежить». У 2015 році Фонд Рокфеллера та The Lancet започаткували концепцію як Комісія Фонду Рокфеллера та Ланцета з питань здоров'я планети.

## Історія
Ідея здоров'я планети існує вже деякий час. У 1993 році норвезький лікар Пер Фугеллі писав: «Терпляча Земля хвора. Глобальні екологічні порушення можуть мати серйозні наслідки для здоров'я людини. Настав час лікарям поставити світовий діагноз і порадити лікування».
Двадцять один рік потому коментар у щомісячному випуску медичного журналу The Lancet за березень 2014 року закликав створити рух за здоров'я планети, щоб трансформувати сферу громадської охорони здоров'я, яка традиційно зосереджувалася на здоров'ї людей, не обов'язково враховуючи навколишнє середовище. природні екосистеми. Пропозиція визнала нові загрози природним і створеним людиною системам, які підтримують людство.
У 2015 році Фонд Рокфеллера та The Lancet започаткували концепцію як Комісія Фонду Рокфеллера та Ланцета з питань здоров'я планети.

## Визначення
Спираючись на визначення здоров'я — «стан повного фізичного, психічного та соціального благополуччя, а не лише відсутність хвороб чи фізичних вад» — а також на принципи, сформульовані в преамбулі статуту Всесвітньої організації охорони здоров'я, Доповідь уточнює, що планетарне здоров'я стосується «досягнення найвищого досяжного рівня здоров'я, добробуту та справедливості в усьому світі шляхом розумної уваги до людських систем — політичних, економічних і соціальних — які формують майбутнє людства та природних систем Землі, які визначити безпечні екологічні межі, в яких людство може процвітати».

## Принципи
У доповіді комісії Lancet викладено головні принципи, якими керується ідея здоров'я планети. Одна полягає в тому, що здоров'я людини залежить від «процвітання природних систем і мудрого управління цими природними системами». Діяльність людини, така як виробництво енергії та харчових продуктів, призвела до значного глобального впливу на системи Землі, що спонукало вчених називати сучасність антропоценом.
Група вчених із систем Землі та екологів на чолі з Йоханом Рокстремом із Стокгольмського центру стійкості запропонувала концепцію дев'яти планетарних меж, у межах яких людство може продовжувати розвиватися та процвітати протягом наступних поколінь. Згідно з оновленням 2015 року, чотири планетарні межі — зміна клімату, цілісність біосфери, біогеохімічні потоки та зміни наземної системи — вже перевищено.
У звіті зроблено висновок про те, що для захисту теперішнього та майбутніх поколінь необхідні термінові та трансформаційні дії. Однією з важливих сфер, яка потребувала негайної уваги, була система управління та організації людських знань, яка вважалася неадекватною для подолання загроз здоров'ю планети. 
У звіті міститься кілька загальних рекомендацій. Один з них полягав у покращенні управління для сприяння інтеграції соціальної, економічної та екологічної політики, а також для створення, синтезу та застосування міждисциплінарних знань. Автори закликали до рішень, заснованих на новому визначенні процвітання, щоб зосередитися на покращенні якості життя та покращенні здоров'я для всіх разом із повагою до цілісності природних систем. 

## Порівняння з іншими полями
Планетарне здоров'я вважається відповіддю на існуючі галузі та парадигми, такі як громадське здоров'я, здоров'я навколишнього середовища, екоздоров'я, Єдине здоров'я та міжнародне здоров'я.
Хоча можуть існувати конкуруючі визначення глобального здоров'я, воно у загальних рисах визначається як здоров'я населення в глобальному контексті, реакція на транскордонне переміщення чинників здоров'я, а також ризиків, і вдосконалення в порівнянні зі старішою концепцією. міжнародної охорони здоров'я з новим акцентом на досягненні рівності в здоров'ї всіх людей. Головний редактор The Lancet Річард Хортон написав у спеціальному випуску The Economist за 2014 рік про планетарне здоров'я, що глобальне здоров'я більше не в змозі по-справжньому задовольняти вимоги, з якими стикаються суспільства, оскільки воно все ще занадто вузьке, щоб пояснити та висвітлити деякі нагальні проблеми та виклики. Глобальне здоров'я не повністю враховує природну основу, на якій живуть люди — саму планету. Воно також не впливає на силу та крихкість людських цивілізацій".
Джудіт Родін, президент Фонду Рокфеллера, оголосила планетарне здоров'я новою дисципліною у глобальній охороні здоров'я.

## Питання
Планетарне здоров'я пов'язане з управлінням і опікою, які становлять загрозу стійкості людської цивілізації, навколишнього середовища та планети. Зокрема, він намагається протистояти трьом основним типам викликів: «виклики уяви», такі як неврахування довгострокових людських або екологічних наслідків прогресу людства; «дослідницькі та інформаційні проблеми», такі як недостатнє фінансування та відсутність масштабів досліджень; та «виклики управління», такі як затримка екологічних дій керівних органів, зумовлена небажанням, невизначеністю або відмовою від співпраці.
Основним етичним центром дослідження планетарного здоров'я є співпраця та відмова від співпраці у формі конфлікту, націоналізму та конкуренції. Однією з цілей Комісія Lancet зі здоров'я та зміни клімату планує використовувати механізм підзвітності для відстеження взаємодії людей і вивчення зв'язку між здоров'ям, кліматом і політичними діями.
Так само харчування та дієта є важливими факторами та показниками здоров'я планети. Вчені припускають, що зростання населення загрожує місткості планети. Харчування, сільське господарство та технології повинні бути адаптовані, щоб підтримувати прогнози населення понад 9 мільярдів, одночасно зменшуючи шкідливі наслідки для навколишнього середовища через харчові відходи та дієти з високим вмістом вуглецю. У центрі уваги досліджень планетарного здоров'я будуть харчові рішення, які є стійкими для людського роду та навколишнього середовища, а також генерація наукових досліджень і політичної волі для створення та впровадження бажаних рішень. У січні 2019 року міжнародна комісія створила планетарну здорову дієту.
Планетарне здоров'я спрямоване на пошук подальших рішень для глобальної стійкості людини та навколишнього середовища шляхом співпраці та досліджень у всіх секторах, включаючи економіку, енергетику, сільське господарство, воду та охорону здоров'я. Втрата біорізноманіття, вплив забруднюючих речовин, зміна клімату та споживання палива — це проблеми, які загрожують як здоров'ю людини, так і здоров'ю клімату, і, як такі, є центром цієї галузі. Деякі дослідники вважають, що саме знищення людством біорізноманіття та вторгнення в дикі ландшафти створює умови для малярії та нових захворювань, таких як COVID-19.

## Розробки з 2015 року
У грудні 2015 року Гарвардський університет разом із Товариством охорони дикої природи та іншими партнерськими організаціями заснували Planetary Health Alliance для просування цієї концепції. Фінансований Фондом Рокфеллера та розміщений у Гарварді, Альянс має на меті підтримувати розвиток «суворої, орієнтованої на політику, міждисциплінарної галузі прикладних досліджень, спрямованих на розуміння та вирішення наслідків для здоров'я людини прискорення змін у структурі та функціях природних систем Землі». Ініціативи Альянсу включають стипендію Фонду Рокфеллера «Планетарне здоров'я», курс планетарного здоров'я для студентів Гарвардського університету та щорічну зустріч «Планетарне здоров'я», яка вперше відбулася у квітні 2017 року в Бостоні, Массачусетс.
Журнал із відкритим доступом «Lancet Planetary Health» опублікував свій перший номер у квітні 2017 року.

## Критика
Критики висловили занепокоєння щодо додаткової цінності здоров'я планети, оскільки ця концепція часто залишається непрозорою. Інші вчені стверджують, що пропаганда здоров'я планети означає надмірне розширення та тоталізацію здоров'я.